# Can't Let Her Get Away
«Can't Let Her Get Away» es una canción del cantante estadounidense Michael Jackson incluida en su octavo álbum de estudio, Dangerous, lanzado el 13 de noviembre de 1991 por Epic Records. La pista es la sexta del álbum y fue escrita y coproducida por Michael Jackson, en colaboración con Teddy Riley, uno de los productores clave detrás del sonido característico de Dangerous. La canción es un ejemplo distintivo del estilo new jack swing en el álbum, junto con Remember the Time; que combina elementos de R&B, hip hop y funk, mezclando ritmos electrónicos con una producción innovadora. Aunque no fue lanzada como sencillo, "Can't Let Her Get Away" ha sido aclamada por su producción, su estructura rítmica y su fusión de géneros, lo que la convierte en una pieza fundamental dentro del catálogo de Jackson.

## Composición y producción
Fue escrita por Michael Jackson, quien también participó en la producción junto con Teddy Riley, considerado uno de los pioneros del new jack swing. Riley, quien había trabajado previamente con Jackson en la creación de otras pistas del álbum Dangerous, aportó su experiencia en la combinación de géneros como el R&B y el hip hop con producción digital. La colaboración entre Jackson y Riley fue vista como una estrategia para mantener a Jackson a la vanguardia de la música contemporánea de principios de los años 90, cuando géneros como el hip hop y el R&B estaban ganando prominencia en el panorama musical global.
La producción de "Can't Let Her Get Away" se destaca por su complejidad rítmica y su instrumentación digitalizada. Utiliza sintetizadores y cajas de ritmos que crean un ambiente urbano y moderno, en línea con las tendencias musicales de la época. Además, Jackson aportó su característico beatboxing, un rasgo distintivo en su trabajo, que se mezcla con los ritmos programados para añadir textura a la canción. La pista fue grabada entre febrero y octubre de 1991 en los estudios Record One y Larrabee Sound Studios, en Los Ángeles, durante las sesiones de grabación de Dangerous. Los ingenieros de sonido Bruce Swedien y Bill Bottrell fueron responsables de la mezcla, manteniendo un enfoque en la claridad de los múltiples elementos rítmicos que dominan la canción.

## Estructura musical y estilo
"Can't Let Her Get Away" se caracteriza por un arreglo predominantemente rítmico, que fusiona elementos de new jack swing con influencias de hip hop y R&B, aunque se pueden notar ritmos de pop, funk, dance, electrofunk, urban, soul y synth pop, con elementos de house, Industrial y funk rock. La canción se desarrolla en la tonalidad de mi bemol menor, con una estructura rítmica que se basa en el uso de cajas de ritmos, líneas de bajo sincopadas y múltiples capas de percusión programada. La pista sigue una estructura convencional de verso-estribillo, pero con variaciones en la dinámica de la producción que mantienen la energía a lo largo de la canción.
La voz de Jackson en esta pista es más agresiva y directa, en comparación con otras canciones del álbum. Utiliza una variedad de técnicas vocales, como el falsete y el beatboxing, lo que añade un toque personal a la interpretación. La letra aborda los sentimientos de angustia y frustración de un hombre que no puede superar la pérdida de su pareja, un tema recurrente en el catálogo de Jackson.
El uso de sintetizadores y programación digital marca una clara diferencia con las baladas más tradicionales de Jackson, y la inclusión de ritmos más urbanos refleja la influencia de la música contemporánea de principios de los años 90. La pista es un ejemplo del enfoque que Jackson adoptó en Dangerous, donde experimentó con nuevos géneros y técnicas de producción, alejándose de los sonidos más orgánicos de sus álbumes anteriores.

## Temática y letras
La temática de "Can't Let Her Get Away" explora la desesperación de un hombre ante la pérdida de su pareja. Jackson expresa el dolor de no poder dejar ir a alguien que ha sido importante en su vida, a pesar de saber que la relación ha terminado. Esta lucha emocional es un tema recurrente en las canciones de Jackson, donde a menudo aborda temas de amor, pérdida y traición, como en "She's Out of My Life" o "Who Is It". En este caso, sin embargo, la instrumentación rápida y el ritmo sincopado contrastan con la naturaleza melancólica de la letra, creando una sensación de urgencia y desesperación.
Jackson utiliza imágenes visuales poderosas en la letra, refiriéndose a la imposibilidad de dejar atrás el recuerdo de la relación fallida. La repetición del estribillo "I can't let her get away" ("No puedo dejar que se vaya") subraya la incapacidad del narrador para aceptar la realidad, lo que crea una tensión emocional que se mantiene a lo largo de la canción. Esta dualidad entre la urgencia rítmica y la angustia emocional es uno de los elementos que distingue a "Can't Let Her Get Away" de otras canciones del álbum.

## Recepción crítica
Aunque "Can't Let Her Get Away" no fue lanzada como sencillo oficial, ha sido reconocida como una de las canciones más innovadoras en términos de producción dentro de Dangerous. La crítica musical ha elogiado la habilidad de Jackson para combinar géneros como el R&B y el hip hop con ritmos electrónicos, un enfoque que fue revolucionario para la música pop de principios de los años 90. El crítico David Browne de la revista Entertainment Weekly mencionó que la pista "captura el espíritu urbano y rítmico que define el álbum", destacando la colaboración entre Jackson y Riley como un punto clave en la evolución del sonido de Jackson.
Alan Light, de Rolling Stone, también comentó que "Can't Let Her Get Away" es una de las pistas más "experimentales" de Jackson, con una producción rítmica compleja y una instrumentación que refleja la influencia de la música urbana contemporánea.

## Uso en la cultura popular
"Can't Let Her Get Away" fue incluida en la banda sonora de la película The Meteor Man de 1993, dirigida por Robert Townsend. Aunque la canción no tuvo un lanzamiento oficial como parte del álbum de la banda sonora, su inclusión en la película ayudó a exponer la canción a una audiencia más amplia, especialmente entre los fanáticos del cine de comedia y acción de los años 90. La película, centrada en un superhéroe afroamericano, reflejaba algunos de los temas de empoderamiento y lucha que Jackson exploraba en sus trabajos durante esa época, aunque Can't Let Her Get Away se enfocaba más en cuestiones personales de amor y pérdida.

## Influencia y legado
La influencia de "Can't Let Her Get Away" se puede observar en el trabajo de artistas y productores posteriores, especialmente dentro del género R&B. La combinación de ritmos urbanos con producción digital fue un enfoque que resonó en los trabajos de productores como Timbaland y Pharrell Williams, quienes han citado el álbum Dangerous como una influencia clave en su desarrollo creativo.
En retrospectiva, "Can't Let Her Get Away" es vista como un experimento audaz en la fusión de géneros y una muestra de la capacidad de Jackson para mantenerse relevante en una industria musical en constante cambio. La canción, aunque no tan popular como otros sencillos del álbum, sigue siendo un ejemplo del enfoque innovador de Jackson hacia la música pop y urbana, y su habilidad para combinar complejidad rítmica con emocionalidad lírica.

## Personal
- Michael Jackson – voz principal, compositor, beatboxing
- Teddy Riley – productor, teclados, programación
- Bill Bottrell – ingeniero de sonido
- Bruce Swedien – mezcla
- Matt Forger – asistente de ingeniero
- Louis Johnson – bajo
- Greg Phillinganes – teclados
- David Williams – guitarra rítmica
- Paulinho Da Costa – percusión